# Lino Oviedo
Lino César Oviedo Silva (Juan de Mena, Cordillera; 23 de septiembre de 1943-Presidente Hayes, 2 de febrero de 2013) fue un general de división y político paraguayo que sirvió como comandante del Ejército Paraguayo desde 1993 hasta su arresto, el 22 de abril de 1996, cuando fue acusado de intentar un golpe de Estado al entonces presidente de su país, Juan Carlos Wasmosy. Posteriormente, estuvo varios años en el exilio (1999-2004), y luego encarcelado en el país entre 1997 y 1998, y de 2004 a 2007 en su regreso al país.
Fue partícipe del golpe de Estado en Paraguay de 1989. Además, fue candidato a la presidencia de la República del Paraguay por el partido UNACE durante las elecciones generales de 2008 y 2013. Falleció meses antes de las elecciones presidenciales de 2013 en un accidente aéreo el 2 de febrero de 2013 —coincidentemente 24 años después del derrocamiento al dictador Stroessner—, a los 69 años.

## Biografía
Nació en la ciudad de Juan de Mena, Departamento de la Cordillera, el 23 de septiembre de 1943. Fue hijo del mayor Ernesto Oviedo, veterano de la guerra del Chaco (1932–1935) y participante de la Revolución de 1947, y de Eva Silva de Oviedo, educadora con más de cinco décadas de servicio en el ámbito académico.
Sus estudios primarios fueron realizados en su localidad natal, y posteriormente fue trasladado a Asunción, donde cursó su formación secundaria en el Colegio Nacional de la Capital. En 1958, a la edad de 14 años, ingresó al Colegio Militar Mcal. Francisco Solano López, institución en la cual inició su carrera militar formal. Egresó de dicha institución el 13 de diciembre de 1962, siendo promovido al grado de subteniente de Caballería en esa misma fecha.
Contrajo matrimonio con Rosalía Raquel Marín, profesional en química y farmacia. Fue padre de seis hijos: Pamela Carolina (n. 24 de julio de 1971), César Ariel (n. 30 de marzo de 1978), Fabiola (n. 15 de mayo de 1979), Lino César (n. 27 de agosto de 1987), María Raquel (n. 3 de abril de 1989) y Lino Emanuel (n. 9 de junio de 1993).

## Carrera militar
Su progresión dentro de la estructura jerárquica de las Fuerzas Armadas del Paraguay se desarrolló conforme al siguiente detalle:
- Teniente de caballería: 31 de diciembre de 1964
- Teniente primero de caballería: 31 de diciembre de 1967
- Capitán de caballería: 31 de diciembre de 1971
- Mayor de caballería: 31 de diciembre de 1976
- Teniente coronel del Estado Mayor: 31 de diciembre de 1981
- Coronel del Estado Mayor: 31 de diciembre de 1985
- General de brigada: 12 de mayo de 1989
- General de división: 14 de mayo de 1992

Durante su carrera participó en diversas instancias de perfeccionamiento profesional y misiones técnicas en el exterior. Asistió a cursos, simposios, giras de instrucción y competencias militares y ecuestres en los siguientes países: Argentina, Bolivia, Brasil, Chile, Estados Unidos, Panamá, Perú, Uruguay, Alemania, Austria, Bélgica, España, Francia, Países Bajos, Italia, Dinamarca, Reino Unido, Suiza, Corea, China, Japón, Marruecos, Sudáfrica e Israel.
En la República Federal de Alemania (1969-1970), se formó en terminología militar, comando de compañía en unidades de tiradores blindados, instrucción de tiro con armamento de calibres 20 mm y 106 mm, y operación de carros de combate Leopard 2 y MS–10. En 1974 asistió a la Escuela de Aplicaciones de las Fuerzas Armadas, especializándose en educación física y tiro. Posteriormente, en 1977 y 1978, realizó estudios avanzados en inteligencia militar y en la Escuela de Comando y Estado Mayor, y en 1990 en el Colegio Nacional de Guerra.
Poseía formación técnica en sistemas de manejo y procesamiento de información militar estratégica. Estas competencias lo posicionaron como uno de los promotores del diseño de un Sistema Nacional de Inteligencia del Estado paraguayo.
Fue instructor de equitación desde 1967, destacándose en el ámbito nacional e internacional por sus competencias técnicas en deportes ecuestres. Obtuvo consecutivamente el primer lugar en la competencia internacional FEI Samsung durante los años 1989, 1990 y 1991.

### Comandancia del Ejército
En agosto de 1993, fue designado comandante del Ejército Paraguayo. Durante su gestión impulsó políticas de acción civil-militar orientadas al desarrollo de la región occidental del país (Chaco paraguayo), articulando mecanismos de colonización e infraestructura básica mediante la participación directa de unidades del Ejército.
Impulsó operativos de lucha contra el narcotráfico bajo la consigna de «mente sana en cuerpo sano», y adoptó una política institucional activa en materia de defensa del medio ambiente, incluyendo programas de reforestación, control del tráfico de madera, y uso racional de los recursos naturales.
En el plano institucional, promovió una reorientación funcional de las Fuerzas Armadas del Paraguay hacia la integración nacional, el desarrollo territorial y la atención a poblaciones marginadas, consolidando un enfoque de participación en el sistema democrático y de cooperación con las políticas públicas del Estado paraguayo.

## Intento de golpe de Estado (1996) y Marzo Paraguayo (1999)
Cuando el presidente Juan Carlos Wasmosy le comunicó su pase a retiro en abril de 1996, Oviedo se negó y amenazó con un golpe de Estado. Después de días de tensión, Wasmosy le ofreció el Ministerio de Defensa, pero cuando Oviedo fue al palacio presidencial a prestar juramento, vestido con ropa de civil, el presidente, respaldado por manifestaciones populares quienes consideraron un «atropello a la democracia», Wasmosy le retiró la oferta. Oviedo fue encarcelado hasta agosto de 1996, cuando fue puesto en libertad y decidió entrar en la política.
Expulsado del ejército, se concentró en ganar la candidatura para presidente de la República por el Partido Colorado para las elecciones presidenciales de 1998, y tuvo éxito al presentar una plataforma populista a través de sus grandes habilidades retóricas. En 1997, mientras lideraba las encuestas, finalmente fue apresado y condenado a diez años de prisión por su motín militar de 1996. Su compañero de fórmula, Raúl Cubas Grau, continuó la campaña y finalmente ganó las elecciones, en gran parte basándose en la promesa de liberar a Oviedo, lo que de hecho hizo días después de asumir el cargo, a pesar de la protesta de la Corte Suprema de Paraguay y de los líderes de la oposición.
En marzo de 1999, el vicepresidente de Paraguay Luis María Argaña, un enemigo político clave tanto de Oviedo como del presidente Cubas, fue asesinado. En medio de disturbios y agitación política conocida como Marzo Paraguayo, Cubas renunció, y Oviedo por ende, huyó al exilio, primero en Argentina y luego en Brasil.

### Tiempo de prófugo
Durante el lapso en el que el paradero de Oviedo fue desconocido, se dio el fallido intento de Golpe de Estado del 18 de mayo de 2000 en Paraguay, organizado por militares simpatizantes de Oviedo. Negó su vinculación con dicho intento de golpe de Estado, pero el gobierno de Luis Ángel González Macchi lo responsabilizó de tales hechos.
Posteriormente, Lino Oviedo sería detenido y procesado en Brasil el 12 de junio de 2000. Mediante un proceso judicial, Oviedo obtuvo el asilo oficialmente, a partir de ahí, Oviedo inicia una intensa actividad política que provocaría graves incidentes en Paraguay, cuando el 12 de julio de 2002, obliga al entonces presidente González Macchi a declarar el estado de sitio. Esto obligó al gobierno de Luiz Inácio Lula da Silva a exigir explicaciones a Oviedo, a la vez que se le prohibió realizar actividad política alguna, sin embargo desafió la prohibición.

### Retorno a Paraguay y cumplimiento de su condena
Finalmente, el 28 de junio de 2004, Oviedo retornó al Paraguay para enfrentar cargos de homicidio y sublevación. Inmediatamente detenido por la policía, fue trasladado a la Prisión Militar en Viñas Cue, localizada a una corta distancia de Asunción.
Retornó a Paraguay y se entregó a las autoridades para cumplir su condena de diez años por el intento de golpe de Estado contra el expresidente Juan Carlos Wasmosy, y por otros delitos supuestamente cometidos, siendo posteriormente desvinculado de varias causas.
Los partidarios de Oviedo, aglutinados en el partido que fundó, el UNACE, han presentado un proyecto de ley de Amnistía para el mismo, el cual ya fue rechazado, por adelantado, por varios partidos políticos de Paraguay.

### Absoluciones
El 23 de julio de 2007, luego de un incidentado proceso, Oviedo logra que un recurso de habeas corpus reparador sea admitido ante la Sala Penal de la Corte Suprema de Justicia de Paraguay, logrando su libertad provisional en el proceso por el magnicidio de Luis María Argaña. El 31 de julio de 2007, la Corte Suprema de Justicia de Paraguay admite el habeas corpus reparador presentado por Oviedo, logrando su libertad provisional en el proceso por la masacre del Marzo paraguayo.
El 30 de octubre de 2007, la Corte Suprema de Justicia de Paraguay absolvió a Lino Oviedo y dejó sin efecto su condena de 10 años por el delito de sublevación militar durante el intento golpe de Estado de 1996. Judicialmente siguió soportando procesos por el asesinato del vicepresidente Luis María Argaña en 1999 y por la masacre del Marzo paraguayo igualmente del año 1999.
El 10 de marzo de 2008, Oviedo obtuvo sobreseimiento provisional en la causa judicial conocida como la «masacre del Marzo paraguayo». El sobreseimiento definitivo le fue otorgado porque la causa estuvo paralizada por lapso mayor a seis meses. Otros imputados en la misma causa soportan condenas. Posteriormente Oviedo obtuvo su libertad condicional en los procesos del magnicidio de Argaña y de la masacre del Marzo paraguayo. Finalmente, el 6 de noviembre de 2007, la corte suprema de justicia militar de Paraguay, le concedió libertad condicional en la pena que se le impuso por el intento de golpe de 1996. Ante las primeras declaraciones públicas de Oviedo, Nicanor Duarte Frutos expresó elogios hacia el mismo. Actualmente está generando polémicas en relación con los hechos del Marzo paraguayo Obtuvo un permiso para viajar a la Argentina, pero aparece en Brasil.
Posteriormente Oviedo presentó un recurso para que se lo absuelva completamente de la condena por el intento de golpe de 1996, la Corte Suprema de Justicia de Paraguay dio lugar al recurso y llamó a decenas de testigos sobre el referido hecho. Legisladores de partidos opositores, entre ellos Héctor Lacognata del Partido Patria Querida, afirmaron que la medida es parte de un acuerdo entre Nicanor Duarte Frutos y Oviedo, para que este último reste votos a la oposición; al presentarse como candidato a presidente. Con lo cual, según ellos, la absolución absoluta de Oviedo ya sería un hecho a realizarse. Finalmente, tal como lo previeron los políticos mencionados, Oviedo fue absuelto totalmente el 30 de octubre de 2007, en horas de la noche, lo cual afirma las suposiciones vertidas al respecto. Sin embargo, Oviedo y sus seguidores niegan rotundamente que exista un pacto con Nicanor Duarte Frutos para la asegurar la derrota de la oposición en las elecciones de 2008.
Pedro Fadul, el líder del partido opositor Patria Querida afirmó, al respecto, que la liberación de Oviedo dificulta las chances de victoria de la oposición El movimiento Tekojoja (léase Tekoyoyá en castellano) manifestó su rechazo a la supuesta manipulación de la justicia para la absolución de Oviedo mientras que Fernando Lugo, candidato opositor a presidente, rechazó a lo que, según él, es el manejo político de la justicia paraguaya en el proceso a Oviedo.
El expresidente Juan Carlos Wasmosy, reafirmó que, según él, existió el intento de golpe de Estado de abril de 1996 y que no se arrepiente de haber quitado a Oviedo del ejército sin haber «derramado una sola gota de sangre». Por otra parte Nicanor Duarte Frutos expresó que duda de que haya existido el citado intento de golpe, en tanto, el ala política del UNACE no ve pertinente demandar al estado, por indemnización, por los daños y perjuicios que sufrió Oviedo por su persecución y encarcelamiento.

## Campañas presidenciales
Tras su absolución definitiva de la condena que pesaba en su contra, Lino Oviedo procedió a inscribirse en el padrón electoral y anunció formalmente el inicio de su campaña política. En un encuentro con sus seguidores al día siguiente, expresó:
«Yo no soy como el monseñor [Fernando] Lugo que se sienta en el regazo del PLRA como Cachito y Nizugan...»
Con esta declaración, ironizaba sobre la candidatura de Fernando Lugo y su alianza con el Partido Liberal Radical Auténtico (PLRA). En la misma ocasión, agregó:
«Espero las 24 horas con su noche para unirme a Lugo, Fadul, con quien quiera el pueblo.»
A estas manifestaciones, Lugo replicó calificando a Oviedo como «un colorado más».
Según el periodista paraguayo Roberto Santander, la administración del presidente Nicanor Duarte Frutos estaba explorando un posible acercamiento con Oviedo y su estructura política. En este contexto, Duarte Frutos manifestó:
«Hay que aprender de los errores en estos años, construir un gobierno que sepa responder a los intereses del pueblo, construir consenso en el Parlamento, no importa el coloradismo, UNACE, Lugo, no sé cómo se llama, Frente Patriótico, liberales diluidos, no sé cómo se llama el proyecto.»
En enero de 2008, Oviedo fue designado candidato presidencial por la Unión Nacional de Ciudadanos Éticos (UNACE), partido que él mismo había fundado en 2002. Sin embargo en las elecciones generales de 2008, Fue derrotado por Fernando Lugo y quedó en tercer lugar por detrás de Blanca Ovelar de el partido colorado, obteniendo el 22,8 % de los votos
Su sobrino homónimo, Lino César Oviedo Sánchez, fue electo senador por la UNACE en 2008, desempeñándose en la Cámara Alta desde entonces.
Para las elecciones generales de 2013, Oviedo volvió a postularse a la presidencia, pero falleció en un accidente aéreo meses antes de los comicios. Su muerte evocó una declaración suya de 2011 al diario La Nación, en la que anticipaba los riesgos que enfrentaba:
«Si no me hacen matar, voy a ganar las elecciones presidenciales del 2013.» —Lino Oviedo en 2011.

## Fallecimiento
En la noche del 2 de febrero de 2013, Oviedo partió de Concepción a las 21:00 horas (UTC-4) rumbo a Asunción. La aeronave, un helicóptero Robinson 44, habría caído alrededor de las 22:00 horas del sábado 2 de febrero, durante el retorno de la comitiva desde Concepción, donde el presidenciable realizó un mitin político. A las 23:00 horas se declaró la desaparición de la aeronave, ya que perdió contacto con la torre de control del aeropuerto Silvio Pettirossi.
El Servicio de Búsqueda y Rescate  había partido a las 06:30 horas de Asunción rumbo a la región en busca del helicóptero, en el cual viajaban Lino César Oviedo, su guardaespaldas Denis Galeano y el piloto Ramón Aurelio Picco Delmás. La aeronave fue localizada en la estancia La Mocha, en Presidente Hayes en el Chaco paraguayo.
Junto al vehículo aéreo totalmente incendiado se encontraron los cuerpos de los tres tripulantes fallecidos, según reportaron integrantes del equipo del Servicio de Búsqueda y Rescate (SAR). Las causas del accidente están asociadas aparentemente a que el piloto del helicóptero perdió el control debido a los fuertes vientos producto de una tormenta que se encontraban atravesando; sin embargo, sus familiares sostienen que hubiera sido producto de un atentado. El gobierno paraguayo no descarta ninguna hipótesis. Sus restos fueron velados en su quinta en Zárate Isla de la ciudad de Luque.